# 赵丹 (钢架雪车运动员)
赵丹（2002年12月14日—），内蒙古自治区和林格尔县人，中国女子钢架雪车运动员。赵丹是2022年冬季奥林匹克运动会中国代表团开幕式旗手之一，并参加了女子钢架雪车的比赛。

## 生平
赵丹原先是呼和浩特市实验中学的一名三级跳远运动员，2018年代表呼和浩特市参加了内蒙古自治区第十四届运动会，并在女子U18组别跳远和三级跳远两个项目夺冠，其后中国钢架雪车队跨界跨项选材，赵丹改练钢架雪车并于2018年10月加入国家集训队。
2019年，赵丹在美国帕克城举行的青年钢架雪车系列赛中，获得女子钢架雪车冠军。
2020年，在瑞士洛桑举办的2020年冬季青年奧林匹克運動會上获得钢架雪车第7名，她也成为在冬青奥会上首个参加钢架雪车项目的中国女子运动员。
2021年，在比利时因斯布鲁克举办的洲际杯因斯布鲁克站上，赵丹获得她在国际雪车联合会系列赛中获得的第一个个人赛冠军。
2022年2月，赵丹参加了2022年冬季奥林匹克运动会中国代表团女子钢架雪车的比赛，并成为中国代表团开幕式旗手之一，2月11日在前两轮比赛中以两轮总成绩2分04秒66排名第四，2月12日在决赛中以4分09.52秒的总成绩排名第九。
2023年11月17日，赵丹在2023-2024赛季国际雪车联合会雪车和钢架雪车世界杯延庆站上夺得女子钢架雪车亚军。这是中国女子钢架雪车选手夺得的首枚世界杯奖牌。